# Gavin Hood
Gavin Hood (Johannesburgo, Sudáfrica, 12 de mayo de 1963) es un actor, director, guionista y productor de cine sudafricano. En 2005, su película Tsotsi obtuvo el premio Óscar a la mejor película extranjera, el primero obtenido por un cineasta sudafricano.

## Filmografía
- The Storekeeper (1998)
- A Reasonable Man (1999)
- Tsotsi (2005)
- Rendition (2007)
- X-Men Origins: Wolverine (2009)
- El juego de Ender (2013)
- Eye in the Sky (2016)
- Secretos de Estado (2019)

## Premios y distinciones
Premios Óscar
| Año  | Categoría                                       | Película | Resultado |
| ---- | ----------------------------------------------- | -------- | --------- |
| 2006 | Mejor película extranjera (de habla no inglesa) | Tsotsi   | Ganador   |